# Премия «Люмьер» за лучший фильм
Академия «Люмьер» состоящий из более чем 200 журналистов международной прессы, присуждается ежегодно с 1996 года, за самый лучший фильм на французском или на иностранном языке.
Премия «Люмьер» за лучший фильм (фр. Prix Lumières du meilleur film) вручается ежегодно академией «Люмьер», начиная с первой церемонии в 1996 году.

## Prix Lumières du meilleur film
- 1996 : Ненависть, режиссёр Матьё Кассовиц
- 1997 : Насмешка, режиссёр Патрис Леконт
- 1998 : Мариус и Жаннетт, режиссёр Робер Гедигян
- 1999 : Воображаемая жизнь ангелов, режиссёр Эрик Зонка
- 2000 : Жанна д’Арк, режиссёр Люк Бессон
- 2001 : На чужой вкус, режиссёр Аньес Жауи
- 2002 : Амели, режиссёр Жан-Пьер Жёне
- 2003 : Аминь, режиссёр Коста-Гаврас
- 2004 : Трио из Бельвилля, режиссёр Сильвен Шоме
- 2005 : Хористы, режиссёр Кристоф Барратье
- 2006 : Моё сердце биться перестало, режиссёр Жак Одиар
- 2007 : Не говори никому, режиссёр Гийом Кане
- 2008 : Скафандр и бабочка, режиссёр Джулиан Шнабель
- 2009 : Класс, режиссёр Лоран Канте
- 2010 : Добро пожаловать, режиссёр Филипп Льоре
- 2011 : О людях и богах, режиссёр Ксавье Бовуа
- 2012 : Артист, режиссёр Мишель Хазанавичус
- 2013 : Любовь, режиссёр Михаэль Ханеке
- 2014 : Жизнь Адель, режиссёр Абделатиф Кешиш
- 2015 : Тимбукту, режиссёр Абдеррахман Сиссако
- 2016 : Мустанг, режиссёр Дениз Гамзе Эргювен
- 2017 : Она, режиссёр Пол Верховен